# Кръсто Симовски
Кръсто Симовски (на македонска литературна норма: Крсто Симовски) е деец на НОВМ.

## Биография
Влиза в комунистическата съпротива във Вардарска Македония. Симовски е сред основателите и пръв директор на Института по овощарство на Социалистическа република Македония. Между 1946 и 1948 е министър на земеделието и горите във второто и третото правителство на СРМ. От 15 май до 6 ноември 1948 е само министър на горите в третото правителство на СРМ. Умира на 25 юли 1987 година в Скопие.